# Attaque d'Hadera
L'attaque d'Hadera est un acte terroriste perpétré le jeudi 17 janvier 2002 à Hadera, en Israël.
Un terroriste palestinien, Abdul Salaam Sadek Hassouneh, âgé de 24 ans, tue six personnes et en blesse 33 lors d'une célébration de bat mitzvah ,.

## L'attaque
L'attaque a eu lieu à 21h45 (GMT+2) alors que les invités quittaient les lieux. Les Brigades des martyrs d'Al-Aqsa revendiquent l'attaque, affirmant qu'elle était une vengeance pour l'assassinat de leur chef Raed Karmi. Un porte-parole de la police israélienne déclare que l'homme, apparemment en mission suicide, avait lancé plusieurs grenades dans la salle de mariage Armon David, où avait eu lieu la célébration de la bat mitzvah, et avait fait exploser des explosifs sur lui-même. L'attaquant a été abattu par la police. Une ceinture remplie d'explosifs a été trouvée sur l'attaquant.

## Couverture médiatique
Al Jazeera a été critiquée pour son biais dans la couverture du massacre, car elle n'a pas mentionné dans son reportage que les victimes assistaient à une bat mitzvah et que le tireur avait fait irruption dans l'événement dans une salle de banquet bondée.

## L'assaillant
Les Brigades des martyrs d'Al-Aqsa déclarent que l'attaquant, Abdel Salam Hassouna, âgé de 24 ans, était originaire d'un village près de Naplouse et avait lancé l'attaque pour venger la mort de Raed Karmi.
Après l'attaque, une vidéo réalisée plus tôt par l'attaquant est diffusée, dans laquelle on le voit déclarer : « Je fais cela pour venger tous les martyrs palestiniens ».

## Réactions officielles
L'Autorité palestinienne a condamné l'attaque mais a blâmé Israël pour l'avoir provoquée.
Le gouvernement américain a condamné l'attaque de Hadera « dans les termes les plus forts possibles », la qualifiant de « horrible acte de terrorisme ». La veuve d'Aharon Ellis, l'unique Américain tué lors de l'attaque, a intenté une poursuite contre l'Autorité palestinienne, obtenant en 2006 un jugement par défaut de 173 millions de dollars, et en 2009, l'affaire a été réglée à l'amiable.